# لیام کاسگریو
ویلیام مایکل کاسگریو (انگلیسی: William Michael Cosgrave؛ زادهٔ ۱۳ آوریل ۱۹۲۰ – درگذشتهٔ ۴ اکتبر ۲۰۱۷) یک سیاست‌مدار اهل ایرلند بود.
او پسر ویلیام توماس کاسگریو اولین رئیس منتخب دولت آزاد ایرلند بود.